# Чарльз Едвардс
Чарльз Пітер Кіп Едвардс (англ. Charles Peter Keep Edwards; нар. 1 жовтня 1969, Гаслемір, Суррей, Англія) — англійський актор, знаний за ролями в театрі, на телебаченні та в кіно, серед найвідоміших — Майкл Грегсон в «Абатстві Даунтон» (2012—2013), хірург Александр Макдональд в «Терорі» (2018), сер Мартін Чартеріс у «Короні» (2019—2020) та лорд Келебрімбор у «Володарі перснів: Персні влади» (2022—2024).

## Ранні роки
Народився 1 жовтня 1969 року у містечку Гаслемір у графстві Суррей, Англія та виріс у Грейшотті, Гемпшир. Він — наймолодший із чотирьох синів Саллі Енн Лейк Коглан і Рональда Дерека Кіпа Едвардса.

## Освіта
З раннього віку Едвардс навчався в школі Еймсбері в Гіндхеді, Суррей. У 1983—1987 роках навчався у Вінчестерському коледжі, Гемпшир. У 1948—1953 роках його батько, Рональд Едвардс, також навчався в цьому коледжі, як і старший брат Саймон (1974—1978).
Акторську майстерність опановував у Гілдголська школа музики та театру, яку закінчив 1992 року.

## Кар'єра

### Театр
Дебютував на сцені в ролі пряникового чоловічка у п'єсі «Гензель і Гретель». У 24 роки почав професійну кар'єру у театрі з ролі в п'єсі «Невгамовний дух». Відтоді отримав роль у низці вистав, як-от «Герцогиня Малфійська», «Сінна лихоманка», «Приватне життя» та «Візок яблук».
Отримав визнання за свою дебютну гру на Бродвеї в ролі Річарда Ганнея у виставі «39 сходів» 2005 року, у першій лондонській постановці 2006 року та в першій постановці у США 2007 (Бостон) та 2008 роках (Нью-Йорк). Став єдиним актором, який перейшов з лондонської постановки в американську. Завершив участь у виставі 6 липня 2008 року.
Він знявся в низці п'єс Шекспіра, зокрема постановку Пітера Голла «Дванадцята ніч» у Королівському національному театрі в ролі сера Ендрю Агучіка; у ролі Бенедіка у «Багато галасу з нічого» у Шекспірівському «Глобусі»; Венеційський купець; і Сон літньої ночі, граючи Оберона в «Титанії» у виконанні Джуді Денч. За роль у «Багато галасу з нічого» Едвардс потрапив до короткого списку нагород як найкращий актор" на церемонії вручення театральних нагород «Evening Standard» 2011 року. 2012 року отримав номінацію на премію WhatsOnStage за гру у «Дванадцятій ночі».
2012 року виконав головну роль Георга VI в оригінальній виставі «Король говорить!» під час загальнонаціонального туру, а також у Вест-Енді, отримавши позитивні відгуки від критиків. Драматичний критик Майкл Біллінгтон написав про його гру: «Едвардс, який кілька сезонів прагнув стати зіркою, тепер однозначно став». 2012 року зіграв Джека Везерілла у постановці «Цей будинок» Джеймса Грема в Національному театрі. Наприкінці року знову потрапив у шортлист за найкращу чоловічу роль театральної премії «Evening Standard» за гру в цих п'єсах.
2013 року зіграв Чарльза Марсдена в Національному театрі Літтлтон в адаптації Саймона Годвіна п'єси Юджина О'Ніла «Дивна інтерлюдія», яка отримала Пулітцерівську премію. 2014 року з'явився в постановці Майкла Блейкмора «Невгамовного духу» Боруса разом з Анджелою Ленсбері. Зіграв Річарда II у постановці Саймона Ґодвіна в Шекспірівському «Глобусі» та Генрі Требелла в п'єсі Гарлі Ґренвіля Баркера «Відходи» в Національному театрі, обидва 2015 року.
У березні 2017 року зіграв роль Генрі Хіггінса в Брісбенському та Мельбурнському сезонах «Моєї чарівної леді» Лернера та Лоу, представлених Оперою Австралії та Джоном Фростом і режисером Джулією Ендрюс.
2021 році знову працював з драматургом Джеймсом Гремом, зігравши Ґора Відала у постановці «Найкращий із ворогів» у театрі Young Vic. Наступного року номінований на премію Лоуренса Олів'є за найкращу чоловічу роль.

### Кіно та телебачення
2002 року зіграв Давида, також знаного як король Едуард VIII, у повнометражній теледрамі «Берті та Єлизавета» від ITV.
2011 року зіграв Майкла Пеліна у «Святому літному цирку», драматизації подій, що відбулися після «Буття Браяна за Монті Пайтоном». У жовтні 2012 року з'явився у третьому сезоні телесеріалу «Абатство Даунтон» у ролі Майкла Грегсона. У фільмі 2013 року «Діана» про останні кілька років життя Діани, принцеси Уельської, він зіграв її особистого секретаря Патріка Джефсона. Виконав роль Девіда Велсборо у серіалі BBC «Шерлок» в епізоді, який вийшов у ефір 1 січня 2017 року. Також у 2017 році зіграв головну роль вигаданого короля Генріха IX у серіалі «Генріх IX» від Sky GOLD.
Серед інших фільмів і телевізійних робіт Едвардса — «Бетмен: Початок», «Ідеальний чоловік», «Монарх Глена», «Алкіон», «Менсфілд-парк», «Кімнати вбивств: Темні початки Шерлока Холмса», «Шукачі раковин», «Колдіц» і «Убивства в Мідсомері».
У 2019 та 2020 роках з'явився у третьому та четвертому сезонах серіалу Netflix «Корона» в ролі Мартіна Чартеріса, особистого секретаря королеви Єлизавети II, змінивши Гаррі Гедден-Патона, який грав молодого Чартеріса у перших двох сезонах. 2021 року приєднався до новозеландського мінісеріалу «Під виноградними лозами», знятим у виноробному регіоні Центрального Отаго на Південному острові та випущеним 19 січня 2022 року.
2022 року зіграв роль Келебрімбора, ельфійського коваля, відповідального за кування Перснів Влади у «Володарі перснів: Персні влади».

## Фільмографія
| Рік       |    | Українська назва              | Оригінальна назва                         | Роль                  |
| --------- | -- | ----------------------------- | ----------------------------------------- | --------------------- |
| 1999      | ф  | Менсфілд-парк                 | Mansfield Park                            | Єтс                   |
| 2000      | ф  | Блакитна кров                 | Relative Values                           | Філліп Бейтман-Тобіас |
| 2001      | с  | Кімнати смерті                | Murder Rooms                              | Артур Конан Дойл      |
| 2002      | тф | Берті та Елізабет             | Bertie and Elizabeth                      | Девід                 |
| 2002      | с  | Хазяїн долини                 | Monarch of the Glen                       | Девід Фрейзер         |
| 2005      | с  | Колдітц                       | Colditz                                   | офіцер                |
| 2005      | ф  | Бетмен: Початок               | Batman Begins                             | виконавчий продюсер   |
| 2007      | ф  | Всі разом                     | The All Together                          | Маркус                |
| 2008      | с  | Убивства в Мідсомері          | Midsomer Murders                          | Едвард Фіцрой         |
| 2011      | ф  | Святий літний цирк            | Holy Flying Circus                        | Майкл Пелін           |
| 2012—2013 | с  | Абатство Даунтон              | Downton Abbey                             | Майкл Грегсон         |
| 2013      | ф  | Філомена                      | Philomena                                 | Девід                 |
| 2013      | ф  | Діана                         | Diana                                     | Патрік Джефсон        |
| 2015      | с  | Артур і Джордж                | Arthur&George                             | Альфред Вуд           |
| 2017      | с  | Шерлок                        | Sherlock                                  | Девід Велсборо        |
| 2017      | с  | Алкіон                        | The Halcyon                               | Луциан                |
| 2017      | с  | Генрі IX                      | Henry IX                                  | Генрі IX              |
| 2018      | с  | Терор                         | The Terror                                | Александр Макдональд  |
| 2019—2020 | с  | Корона                        | The Crown                                 | Мартін Чартеріс       |
| 2020      | ф  | Відьми                        | The Witches                               | містер Дженкінс       |
| 2020      | ф  | Герцог                        | The Duke                                  | Джозеф Сімпсон        |
| 2021      | с  | Дівчина за викликом           | The Girlfriend Experience                 | Елліотт Стентон       |
| 2021—2024 | с  | Під виноградними лозами       | Under the Vines                           | Луїс Оклі             |
| 2022—2024 | с  | Володар перснів: Персні влади | The Lord of the Rings: The Rings of Power | Келебрімбор           |

## Визнання
| Рік  | Нагорода               | Категорія                                              | Робота                                                                                          | Результат | Ref    |
| ---- | ---------------------- | ------------------------------------------------------ | ----------------------------------------------------------------------------------------------- | --------- | ------ |
| 2011 | Evening Standard       | Найкращий актор                                        | Багато галасу з нічого (Шекспірівський «Глобус»)                                                | Номінація | [ 15 ] |
| 2012 | Evening Standard       | Найкращий актор                                        | Король говорить! (Шекспірівський «Глобус») і Цей дім (Королівський національний театр, Коттсло) | Номінація | [ 18 ] |
| 2012 | WhatsOnStage           | Найкраща чоловіча роль другого плану                   | Дванадцята ніч, або Як собі хочете (Королівський національний театр, Коттсло)                   | Номінація | [ 16 ] |
| 2014 | Кларенс Древент        | Найкраща чоловіча роль другого плану (Велика Британія) | Дивна перерва (Королівський національний театр, Літтлтон)                                       | Перемога  | [ 25 ] |
| 2018 | Green Room             | Найкращий актор (Музичний театр)                       | Моя чарівна леді (Opera Australia)                                                              | Перемога  | [ 26 ] |
| 2020 | Гільдія кіноакторів    | Найкращий акторський склад в драматичному серіалі      | Корона                                                                                          | Перемога  | [ 25 ] |
| 2021 | Гільдія кіноакторів    | Найкращий акторський склад в драматичному серіалі      | Корона                                                                                          | Перемога  | [ 25 ] |
| 2022 | Премія Лоуренса Олів'є | Best Actor                                             | Найкращий з ворогів (Young Vic)                                                                 | Номінація | [ 21 ] |